# فليتشير مارتن
فليتشير مارتن (بالإنجليزية: Fletcher Martin)‏ هو رسام أمريكي، ولد في 19 أبريل 1904، وتوفي في 30 مايو 1979.